# Michał Świniarski
Michał Świniarski, inne formy nazwiska: Swinarski; Świnarski, (ur. 1740 w Prusach Królewskich, zm. 31 lipca 1793 w Warszawie) – polski publicysta i prawnik.

## Życiorys
Urodził się w rodzinie mieszczańskiej. Poślubił Mariannę Rzecznikównę, córkę kupca i radcy miejskiego. Początkowo był syndykiem w magistracie Starego Miasta Warszawy, potem (grudzień 1775) objął posadę pisarza wójtowskiego, z plenipotencją do stawania w interesach miast w sądach asesorskich. Nobilitowany w roku 1775, uzyskał także tytuł "sekretarza JKMci" oraz (na prawie emfiteutycznym) królewszczyznę w starostwie stanisławowskim, w pobliżu Mińska Mazowieckiego. Wkrótce też zakupił na ziemi liwskiej liczne dobra: Czarnogłów, Węględówek, Wolę Czarnogłowską i Zimnowodę. Dzięki posagowi żony stał się właścicielem jednej z warszawskich kamienic (ul. Piwna 103). Następnie (1779) objął posadę pisarza radzieckiego miasta Starej Warszawy (zachowując plenipotencję do występowania w sądach asesorskich). Pięć lat później (1784) został delegatem magistratu warszawskiego na sejm grodzieński. Był także członkiem Zgromadzenia Przyjaciół Konstytucji Rządowej, a w latach 1788-1792 brał czynny udział w obradach Sejmu Czteroletniego (akcja porządkowania praw miejskich, aktywny rzecznik równouprawnienia mieszczan).

## Twórczość
Autor Wiadomość o pierwiastkowej miast zasadzie w Polszcze... (1789). Posiadał znaczny zbiór dzieł prawniczych i publicystycznych. Ułatwiał A. Naruszewiczowi kwerendy historyczne w archiwum miejskim.
1. Ordynacja dla miasta Warszawy względem Żydów (ogłoszona 14 maja 1784 przez marszałka w. koronnego M. J. W. Mniszcha), Warszawa 1784, (autorstwo według W. Smoleńskiego)
2. Ekspozycja praw miasta Warszawy względem Żydów oraz odpowiedź na żądaną przez nich w tym mieście lokacją, powst. w grudniu 1788, (Warszawa 1789); przedr. J. Woliński, J. Michalski, E. Rostworowski, "Materiały do dziejów Sejmu Czteroletniego" t. 2, Wrocław 1959, (autorstwo według W. Smoleńskiego, przyjęte również przez wydawców "Materiałów..."; pismo drukowane kosztem magistratu warszawskiego)
3. Wiadomość o pierwiastkowej miast zasadzie w Polszcze, ich szczególnych przywilejach i wolnościach oraz o przyczynach upadku tychże miast Najjaśniejszemu Stanisławowi Augustowi Królowi i Najjaśniejszym Rzeczypospolitej Skonfederowanym Stanom w czasie Sejmu roku 1788 zaczętego, a w roku 1789 kontynuowanego podana, Warszawa (przed 3 lutego 1789), przedr. J. Woliński, J. Michalski, E. Rostworowski, "Materiały do dziejów Sejmu Czteroletniego" t. 2, Wrocław 1959, (autorstwo według W. Smoleńskiego, przyjęte także przez wydawców "Materiałów..."; pismo drukowane kosztem magistratu warszawskiego i rozesłane do miast znaczniejszych; opierał się na nim J. Baudouin w swych Bezstronnych uwagach nad stanem rolniczym i miejskim)
4. Do Najjaśniejszych Stanów Sejmujących przed poprawą rządu krajowego 1789 roku, (drugi tytuł:) Sekreta juryzdykcji marszałkowskiej pod laską wielką koronną zamknięte, powst. prawdopodobnie we wrześniu 1789, brak miejsca wydania (1789), przedr. J. Woliński, J. Michalski, E. Rostworowski jak wyżej poz. 2, (autorstwo Świniarskiemu hipotetycznie przypisuje W. Smoleński; wydawcy "Materiałów..." ogłosili tę broszurę jako anonimową)
5. Do Prześwietnej Deputacji przez Najjaśniejszego Króla Jegomości i Najjaśniejsze Stany Rzplitej do miasta Warszawy wybranej, podane dnia 5 listopada 1789, brak miejsca wydania (1789), przedr. J. Woliński, J. Michalski, E. Rostworowski jak wyżej poz. 2, (główne autorstwo Świniarskiemu przypisuje W. Smoleński; R. Pilat przypisywał ją Adamowi Mędrzeckiemu; wydawcy "Materiałów..." ogłosili tę broszurę jako dzieło zbiorowe)
6. Prawa miast polskich do władzy rządowej (w 2. wariancie karty tytułowej: władzy prawodawczej), wykonywającej i sądowniczej. Wywód z praw, statutów, konstytucji, szczególnych przywilejów i dyplomatów tak w woluminach praw jako też w archiwum Metryki Koronnej w oryginałach, tudzież w archiwum miast niektórych, znajdujących się, wiernie zebrany..., Warszawa przed 29 listopada 1789, przedr. J. Woliński, J. Michalski, E. Rostworowski jak wyżej poz. 2, (główne autorstwo Świniarskiemu przypisuje obok A. Mędrzeckiego, także W. Smoleński; R. Pilat Prawa... przypisywał Adamowi Mędrzeckiemu; wydawcy "Materiałów..." ogłosili tę broszurę jako dzieło zbiorowe)
7. Zbiór praw, dowodów i uwag, z treści tychże wynikających, dla objaśnienia zaszczytów stanowi miejskiemu ex iuribus municipalibus służących, Prześwietnej Deputacji od Najjaśniejszych Stanów Rzeczypospolitej do roztrząśnienia praw i przywilejów miejskich wyznaczonej podany (cz. 1-7), Warszawa 1790 (druk. częściami od stycznia do kwietnia), przedr. J. Woliński, J. Michalski, E. Rostworowski jak wyżej poz. 2, t. 3, Wrocław 1960; według W. Smoleńskiego sumariusz opracowany przez Świniarskiego przy współpracy A. Mędrzeckiego (R. Pilat wręcz przypisywał go Mędrzeckiemu); według wydawców "Materiałów..." było to dzieło zbiorowe opracowane przez wszystkich podpisanych na nim deputatów miejskich.

Świniarski uczestniczył także przy układaniu redagowanego przez J. Dekerta Memoriału miast do Króla i Stanów (3 redakcje, powstanie i druk pomiędzy 24 listopada a 7 grudnia 1789). Parę jego drobnych pism ogłosili wydawcy "Materiałów..." (t. 4, Wrocław 1961, s. 445-447; t. 5, Wrocław 1964, s. 421-423).

## Opracowania nt. twórczości Świniarskiego
1. "Materiały do Dziejów Sejmu Czteroletniego", wyd. i oprac. J. Woliński, J. Michalski, E. Rostworowski, t. 2-5, Wrocław 1959-1964
2. R. Pilat: O literaturze politycznej Sejmu Czteroletniego (1788-1792), "Przegląd Polski" XI.1871-II.1872 i odb. Kraków 1782
3. W. Smoleński: Jan Dekert, prezydent Starej Warszawy, i sprawa miejska podczas Sejmu Wielkiego, Warszawa 1912
4. W. Smoleński: Publicyści anonimowi z końca XVIII w., "Przegląd Historyczny" t. 14 (1912) i odb. (Kraków 1912)
5. W. Smoleński: Komisja Boni Ordinis, Warszawa 1913
6. W. Smoleński: Mieszczaństwo warszawskie w końcu w. XVIII, Warszawa 1917.